# قمری-کوکوی دم‌نواری
قمری-کوکوی دم‌نواری (نام علمی: Macropygia nigrirostris) نام یک گونه از سرده قمری-کوکو است.